# Persone di nome Ibrahima
| Questa pagina contiene informazioni ricavate automaticamente dalle voci biografiche con l'ausilio del template Bio e di un bot. L'aggiornamento è periodico e automatico e ricostruisce completamente la pagina. Se manca una persona in questa lista, sei pregato di non aggiungerla, ma accertati piuttosto che la sua voce biografica contenga il template Bio e che i dati anagrafici siano correttamente compilati. Se il template Bio manca, inseriscilo tu stesso o, in alternativa, metti l'avviso {{tmp\|Bio}} che ne segnala la mancanza. Se i dati riportati sono sbagliati, correggi direttamente la voce biografica; le modifiche saranno visibili in questa lista entro pochi giorni. Per chiarimenti vedi il progetto antroponimi. La lista contiene solo le 51 persone che sono citate nell'enciclopedia e per le quali è stato implementato correttamente il template Bio. Pagina aggiornata al 16 ott 2024. |

Questa è una lista di persone presenti nell'enciclopedia che hanno il prenome Ibrahima, suddivise per attività principale.

## Allenatori di pallacanestro(1)
- Ibrahima Diagne, allenatore di pallacanestro senegalese (Dakar, † 2014)

## Calciatori(44)
- Ibrahima Ba Eusebio, ex calciatore senegalese (Dakar, n. 1951)
- Ibrahima Ba, calciatore senegalese (Matam, n. 1984)
- Ibrahima Bakayoko, ex calciatore ivoriano (Séguéla, n. 1976)
- Ibrahima Baldé, calciatore senegalese (Pikine, n. 1989)
- Ibrahima Bamba, calciatore italiano (Vercelli, n. 2002)
- Ibrahima Bangoura, ex calciatore guineano (Conakry, n. 1982)
- Ibrahima Sory Bangoura, calciatore guineano (n. 1987)
- Ibrahima Camara, ex calciatore sierraleonese (Freetown, n. 1985)
- Ibrahima Camara, ex calciatore guineano (Conakry, n. 1992)
- Ibrahima Camará, calciatore guineano (Conakry, n. 1999)
- Ibrahima Cissé, calciatore belga (Liegi, n. 1994)
- Ibrahima Cissé, calciatore maliano (Dreux, n. 2001)
- Ibrahima Condé, calciatore guineano (n. 1998)
- Ibrahima Sory Conté, ex calciatore guineano (Conakry, n. 1981)
- Ibrahima Conté, calciatore guineano (Conakry, n. 1991)
- Ibrahima Conté, calciatore guineano (Conakry, n. 1996)
- Ibrahima Dabo, calciatore malgascio (Créteil, n. 1992)
- Ibrahima Diallo, ex calciatore guineano (Conakry, n. 1985)
- Ibrahima Diallo, calciatore francese (Tours, n. 1999)
- Ibrahima Diomandé, ex calciatore ivoriano (Issia, n. 1968)
- Ibrahima Faye, ex calciatore senegalese (Thiès, n. 1979)
- Ibrahima Gueyé, ex calciatore senegalese (Dakar, n. 1978)
- Ibrahima Sory Keita, ex calciatore guineano (Conakry, n. 1944)
- Ibrahima Konaté, calciatore francese (Parigi, n. 1999)
- Ibrahima Koné, ex calciatore ivoriano (Adjamé, n. 1969)
- Ibrahima Koné, calciatore maliano (Bamako, n. 1999)
- Ibrahima Koné, ex calciatore maliano (n. 1977)
- Ibrahima Kébé, calciatore maliano (Bamako, n. 2000)
- Ibrahima Mbaye, calciatore senegalese (Guédiawaye, n. 1994)
- Ibrahima N'Diaye, calciatore senegalese (Dakar, n. 1994)
- Ibrahima Ndiaye, calciatore senegalese (Dakar, n. 1998)
- Ibrahima Niane, calciatore senegalese (M'bour, n. 1999)
- Ibrahima Sory Sankhon, calciatore guineano (Forécariah, n. 1996)
- Ibrahima Seck, calciatore senegalese (Saint-Louis, n. 1989)
- Ibrahima Sidibé, calciatore senegalese (Nguidile, n. 1980)
- Ibrahima Sissoko, calciatore francese (Meaux, n. 1997)
- Ibrahima Sonko, ex calciatore senegalese (Bignona, n. 1981)
- Ibrahima Sory Souaré, ex calciatore guineano (Conakry, n. 1982)
- Ibrahima Mamadou Sy, calciatore mauritano (n. 1991)
- Ibrahima Tandia, calciatore francese (Longjumeau, n. 1993)
- Ibrahima Thiam, ex calciatore senegalese (Dakar, n. 1981)
- Ibrahima Touré, ex calciatore senegalese (Dakar, n. 1985)
- Ibrahima Traoré, ex calciatore francese (Villepinte, n. 1988)
- Ibrahima Wadji, calciatore senegalese (Bignona, n. 1995)

## Cestisti(3)
- Ibrahima Fall Faye, cestista senegalese (Fissel, n. 1997)
- Ibrahima Sidibé, cestista maliano (Bamako, n. 1995)
- Ibrahima Thomas, cestista senegalese (Dakar, n. 1987)

## Rapper(2)
- Gazo, rapper francese (Châteauroux, n. 1994)
- Erik Lundin, rapper svedese (Rinkeby, n. 1982)

## Sindacalisti(1)
- Ibrahima Coulibaly, sindacalista maliano